# Loenen en Wolferen
Pour les articles homonymes, voir Loenen.
Loenen en Wolferen est une ancienne commune néerlandaise de la province du Gueldre, située dans la région de Betuwe. La commune était composée des deux hameaux de Loenen et de Wolferen.
La commune a existé avant 1812 et de 1818 à 1854. Entre 1812 et 1818, la commune fut rattachée à la commune de Herveld. Le 22 mai 1854, Loenen en Wolferen fut supprimée définitivement et rattachée à la commune de Valburg. Aujourd'hui, son territoire fait partie de la commune d'Overbetuwe.
En 1840, la commune comptait 17 maisons et 98 habitants, dont 78 à Loenen et 20 à Wolferen.